# Invincible (komiks)
Invincible (ang. Niezwyciężony) – amerykańska superbohaterska seria komiksowa stworzona przez scenarzystę Roberta Kirkmana i rysownika Cory'ego Walkera, prowadzona przez nich we współpracy z ilustratorem Ryanem Ottleyem. Była wydawana w formie miesięcznika od stycznia 2003 do lutego 2018 przez wydawnictwo Image Comics. Łącznie ukazały się 144 numery. Na rynku polskim komiks był wydawany przez Egmont Polska w latach 2018-2021 w formie tomów zbiorczych.
W marcu 2021 miał premierę serial Niezwyciężony, będący adaptacją komiksu.

## Fabuła
Mark Grayson był z pozoru zwykłym nastolatkiem chodzącym do szkoły średniej. W rzeczywistości musiał ukrywać przed światem fakt, że jest jednocześnie synem Omni-Mana, pozaziemskiego superbohatera, który na Ziemi przyjął tożsamość Nolana Graysona, ożenił się z Ziemianką i założył z nią rodzinę. Gdy Mark odkrył, że odziedziczył po ojcu nadludzką siłę i zdolność latania, przysiągł wykorzystać swoje moce do ochrony planety. Przyjął przydomek Invincible i przybrał kostium superbohatera, jednak prowadzenie podwójnego życia, dostosowanie się do nowo odkrytych mocy i poradzenie sobie z prawdą o swoim pochodzeniu nie przyszło mu łatwo.

## Tomy zbiorcze
| Tytuł i rok wydania polskiego | Tytuł i rok wydania oryginalnego                        | Zawartość                                      |
| ----------------------------- | ------------------------------------------------------- | ---------------------------------------------- |
| Invincible tom 1 (2018)       | Invincible Ultimate Collection Hardcover Vol. 1 (2005)  | Invincible #1–13                               |
| Invincible tom 2 (2018)       | Invincible Ultimate Collection Hardcover Vol. 2 (2006)  | Invincible #14–24                              |
| Invincible tom 3 (2019)       | Invincible Ultimate Collection Hardcover Vol. 3 (2007)  | Invincible #25–35, The Pact #4                 |
| Invincible tom 4 (2019)       | Invincible Ultimate Collection Hardcover Vol. 4 (2009)  | Invincible #36–47                              |
| Invincible tom 5 (2019)       | Invincible Ultimate Collection Hardcover Vol. 5 (2010)  | Invincible #48–59, The Astounding Wolf-Man #1. |
| Invincible tom 6 (2019)       | Invincible Ultimate Collection Hardcover Vol. 6 (2011)  | Invincible #60–70, Invincible Returns #1       |
| Invincible tom 7 (2020)       | Invincible Ultimate Collection Hardcover Vol. 7 (2012)  | Invincible #71–84                              |
| Invincible tom 8 (2020)       | Invincible Ultimate Collection Hardcover Vol. 8 (2013)  | Invincible #85–96                              |
| Invincible tom 9 (2020)       | Invincible Ultimate Collection Hardcover Vol. 9 (2014)  | Invincible #97–108                             |
| Invincible tom 10 (2021)      | Invincible Ultimate Collection Hardcover Vol. 10 (2015) | Invincible #109–120                            |
| Invincible tom 11 (2021)      | Invincible Ultimate Collection Hardcover Vol. 11 (2017) | Invincible #121–132                            |
| Invincible tom 12 (2021)      | Invincible Ultimate Collection Hardcover Vol. 12 (2018) | Invincible #133–144                            |